# Tasata taperae
Tasata taperae är en spindelart som först beskrevs av Cândido Firmino de Mello-Leitão 1929.  
Tasata taperae ingår i släktet Tasata och familjen spökspindlar. Inga underarter finns listade i Catalogue of Life.